# Pinoyscincus abdictus
Espèce
Synonymes
- Sphenomorphus abdictus Brown & Alcala, 1980
- Sphenomorphus abdictus abdictus Brown & Alcala, 1980
- Sphenomorphus abdictus aquilonius Brown & Alcala, 1980

Statut de conservation UICN

 LC  : Préoccupation mineure
Pinoyscincus abdictus est une espèce de sauriens de la famille des Scincidae.

## Répartition

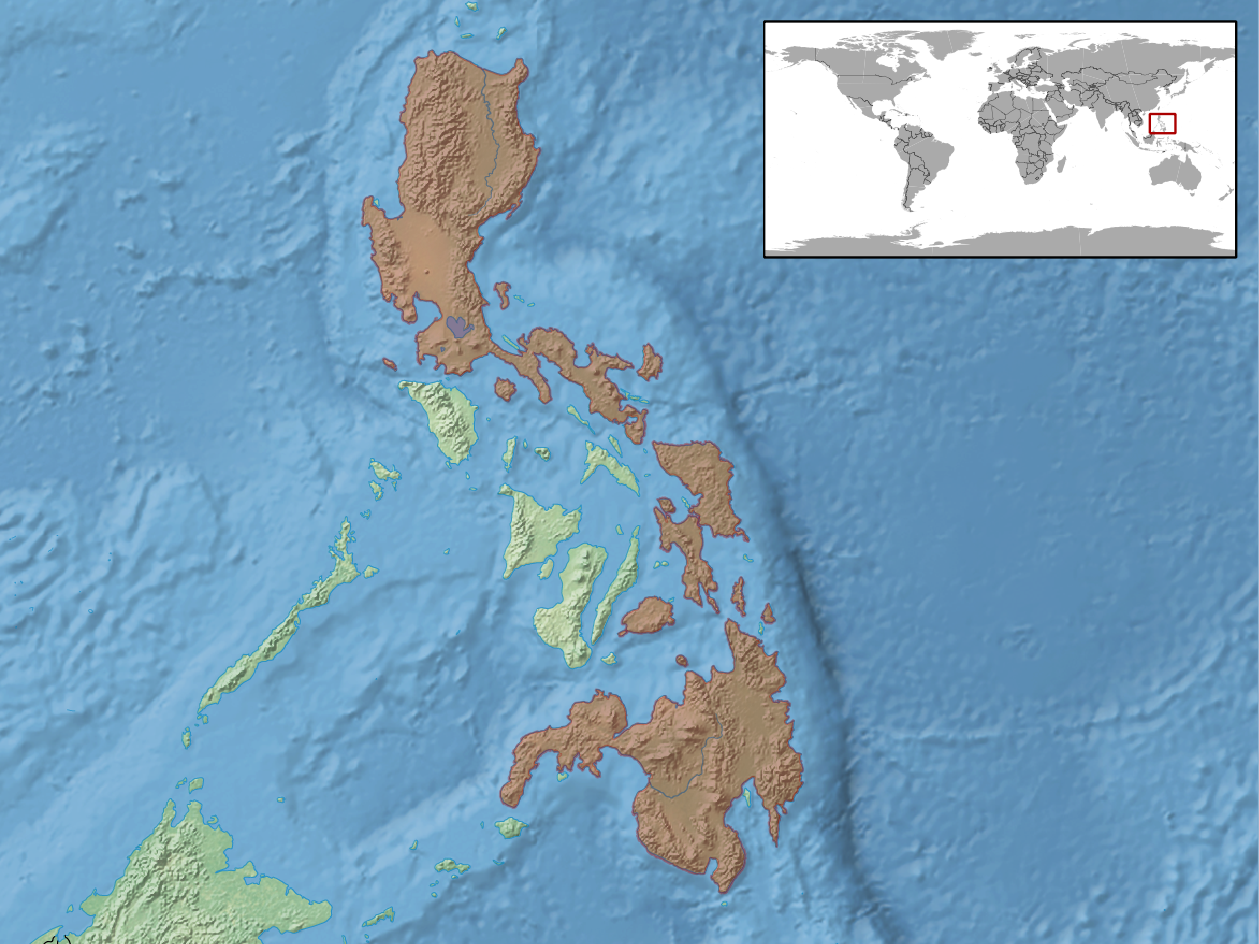
Répartition de l'espèce.

Cette espèce est endémique des Philippines. Elle se rencontre dans les îles de Mindanao, de Camiguin, de Bohol, de Luçon et de Polillo.

## Liste des sous-espèces
Selon The Reptile Database (23 novembre 2012) :
- Pinoyscincus abdictus abdictus (Brown & Alcala, 1980)
- Pinoyscincus abdictus aquilonius (Brown & Alcala, 1980)

## Publication originale
- Brown & Alcala, 1980 : Philippine Lizards of the family Scincidae. Silliman University natural science monograph series, p. 1-246.